# Institut der Schönstattfamilien
Das Institut der Schönstattfamilien ist eine Gliederung der Schönstattbewegung für Familien.
Der Lebensstil der Gemeinschaft orientiert sich an den evangelischen Räten Keuschheit, Armut und Gehorsam, unterscheidet sich aber naturgemäß von dem der zölibatär lebenden Ordensinstituten und ist familiengerecht und zeitgemäß angepasst.
Der Gemeinschaft gehören 300 Ehepaare in 12 Ländern an, vorwiegend in Mitteleuropa und Südamerika.
Im Gegensatz zu den anderen Verbänden der Schönstattbewegung ist das Institut der Familien kein anerkanntes Säkularinstitut der römisch-katholischen Kirche, strebt die kirchliche Anerkennung aber an.
Innerhalb der Schönstattbewegung gibt es daneben noch den Schönstatt-Familienbund und die Schönstatt-Familienliga als Familiengemeinschaften.